# Verano de Escándalo (2009)
Verano de Escándalo 2009 fue la decimotercera edición de Verano de Escándalo, un evento pago por visión de lucha libre profesional producido por la AAA. Tuvo lugar el 21 de agosto del 2009 en el centro de convenciones en ciudad Madero, Tamaulipas.

## Cartelera
- Los Psycus Circus Psycho Clown, Zombie Clown y Monster Clown vencieron a La Yakuza japonesa (Kenzo Suzuki, El Oriental y Sugi San).

- Lucha por el campeonato crucero AAA, en el combate Jack Evans fue brutalmente lesionado por Teddy Hart quien fue rendido por Rocky Romero quien fue rendido a su vez por crossface de Alex Koslov, momentos después regresa Teddy Hart a distraer al hijo del tirantes, lo que permitió que Xtreme Tiger fuera vencido por vía foul de Alex Koslov conn lo cual se convierte una vez más en Campeón crucero de la AAA.

- Lucha extrema (Sillas y mesas): Nicho el Millonario y Joe Líder vencieron a Gronda y El Elegido. Al terminar el encuentro aparecería Ground XXX (el original Gronda de la AAA el cual, en una lucha se lesionó la pierna y tuvo que dejar la lucha, pero luego regresaría a luchar un buen tiempo en el Consejo Mundial de Lucha Libre) a agredir a Gronda quitándole su máscara. Ground XXX empieza a ser parte de la hermandad 187 y la Legión Extranjera AAA

- Silver King, Electro Shock anunciaron un nuevo concepto de los "wagermaniacos" llamando a un luchador sorpresa que era el Último Gladiador (debutando como rudo) vencieron a Octagón, La Parka y Marco Corleone, luego de que Silver King lograra el toque de espaldas sobre La Parka tras haber arrebatado su máscara.

- En Lucha Extrema Callejera, Charly Manson venció a Chessman, luego de una sangrienta batalla, aplicándole El Pozo.

- En una lucha de apuestas en jaula, Sexy Star, logra ser la primera en salir, seguida de Aerostar, quedando en la jaula Billy Boy y Faby Apache. mucha gente espero este encuentro de cabellera vs cabellera. Al final, Faby Apache aplica una quebradora e inmediatamente sale de la jaula, por lo que Billy Boy pierde su cabellera. Después de que terminara la lucha el Tirantes reapareció llamando a alguien. Sorpresivamente apareció Konnan para amenazar al Lic. Joaquín Roldán y anunció la restauración de la nueva Legión Extranjera que ya contaba con luchadoras de TNA.Faby Apache, al rechazar la oferta de unirse a Konnan, fue brutalmente agredida por Sexy Star y las luchadoras extranjera junto a Aerostar, en eso apareció Esther Moreno a ayudarla pero fue en vano. Konnan anunció al Li. Roldán que en el siguiente megaevento Homenaje a Antonio Peña sucedería algo que el jamás iba a olvidar.

- Finalmente en lucha triangular en jaula, se enfrentaría Dr. Wagner Jr. (campeón), El cibernético y El Mesías (retadores). Al principio, la lucha consistió en vencer a un oponente para que se quedaran dos, tal fue el caso del cibernético que fue vencido por El Mesías (para salir de la jaula como derrotado) y al final el que salía de la jaula se coronaba como campeón. El Mesías intentaba salir pero pierde ante Dr. Wagner Jr. Con la interferencia de Los Wagnermaniacos en la cual, Dr. Wagner Jr. seguía siendo el Megacampeón completo.